# Filippo Parlatore
Filippo Parlatore (Palermo, 8 de agosto de 1816 — Florença, 9 de setembro de 1877) foi um botânico italiano.

## Vida
Ele estudou medicina em Palermo, mas praticou apenas por um curto período, sua principal atividade foi durante a epidemia de cólera de 1837. Embora naquela época ele tivesse sido professor assistente de anatomia, assunto sobre o qual já havia escrito (Tratado sobre o retina humana), ele logo desistiu de todos os outros interesses para dedicar toda a sua atenção à botânica. 
Ele primeiro fez um estudo sobre a flora da Sicília, publicando em 1838 Flora panormitana (Palermo); ele também tratou da flora siciliana em trabalhos posteriores. Em 1840, ele saiu de casa para iniciar suas extensas expedições botânicas. Ele viajou por toda a Itália, depois para a Suíça (onde permaneceu por um tempo em Genebra com De Candolle), para a França (onde esteve em Paris com Webb, o inglês) e para a Inglaterra, sendo a sua estadia mais longa em Kew. 
Sua participação no Terceiro Congresso de naturalistas italianos realizado em Florença em 1841 foi importante para ele e para o desenvolvimento dos estudos botânicos na Itália. Nesse congresso, em sua célebre memória Sulla botanica na Itália, ele propôs, entre outras coisas, que um herbário geral fosse estabelecido em Florença. Esta proposta foi aprovada. Grão-duque Leopoldo pediu-lhe ajuda para este herbário, deu-lhe o cargo de professor de botânica no museu de ciências naturais (cadeira que estava vaga há quase trinta anos), e o nomeou diretor do jardim botânico ligado ao museu. Por mais de três décadas, Parlatore foi mais ativo no cumprimento das funções desses cargos, sendo um de seus principais serviços a contribuição da Collection botaniques du musée royale de physique et d'histoire naturelle (Florença, 1874) para a grande coleção intitulada Erbario centrale italiano. Seu próprio herbário particular agora faz parte do herbário central, contendo cerca de 1 900-2 500 fascículos. Em 1849, ele fez uma investigação sobre a flora da cadeia do Monte Branco dos Alpes; em 1851, ele explorou as do norte da Europa, Lapônia e Finlândia; os relatos dessas duas expedições apareceram respectivamente em 1850 e 1854.
Ele publicou numerosos tratados sobre assuntos botânicos, --- discutindo questões de sistema, organografia , fisiologia , geografia vegetal e paleontologia --- em vários periódicos, principalmente no Giornale botanico Italiano (1844-), que ele fundou. Ele também deu atenção considerável à história da botânica na Itália. Sua obra vitalícia em botânica, no entanto, é Flora Italiana, da qual cinco volumes apareceram entre 1848 e 1874; os cinco seguintes foram publicados por Teodoro Caruel (até 1894) com a ajuda do manuscrito de Parlatore . Este trabalho tem grande reputação entre todos os botânicos. Também deve ser feita menção deLezioni di botanica comparata (Florença, 1843) e Monographia delle fumarie (Florença, 1844). Para o volume dezesseis de De Candolle 's Prodromus , Parlatore contribuíram as contas das coníferas e gnetaceae; a Histoire Naturelle des Îles Canaries (Paris, 1836-1850) de Webb, as contas dos mbelliferae e graminae.

Em 1842, Pierre Edmond Boissier nomeou um gênero de Cruciferae Parlatoria.